# Nataniel Costa
Manuel Nataniel de Carvalho Costa, mais conhecido por Dr. Nataniel Costa GCC • GCIH (Lagos, 30 de Maio de 1924 — Lisboa, 13 de Abril de 1995), foi um professor, escritor e diplomata português.

## Biografia

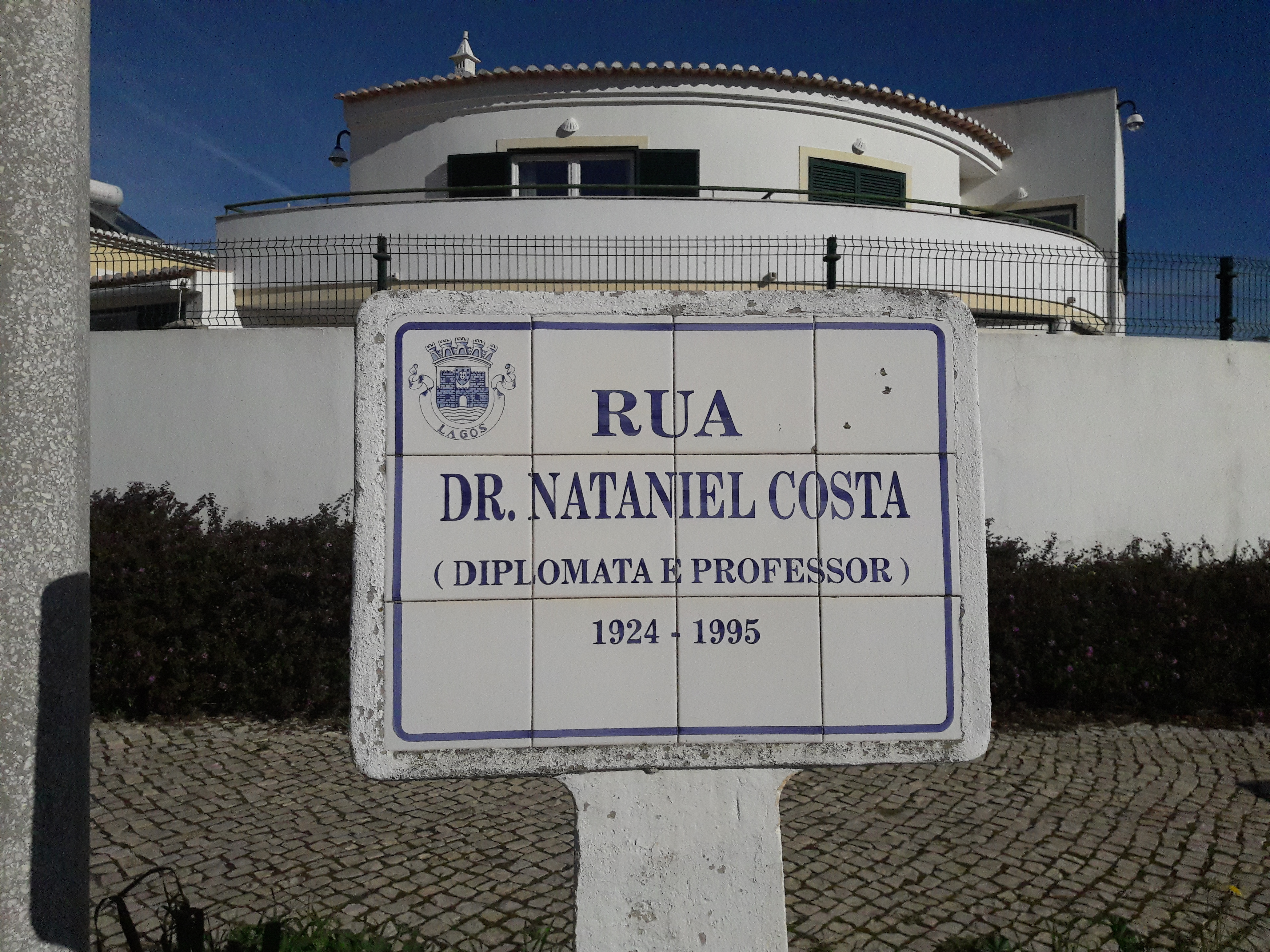
Placa toponímica da Rua Dr. Nataniel Costa, em Lagos

Iniciou os seus estudos em Lagos, concluindo o Liceu em Portimão. Licenciou-se em Ciências Histórico-Filosóficas na Faculdade de Letras da Universidade de Lisboa. É convidado por Delfim Santos para leccionar Pedagogia na Faculdade, que declina para seguir a carreia de diplomata. Exerce a posição de cônsul em Bordéus, Baiona e Roma, conselheiro em Estrasburgo e embaixador em Berna.
Após regressar a Portugal, dedicou-se ao  ensino, tendo criado e dirigido na Universidade Autónoma de Lisboa Luís de Camões o Departamento de Relações Internacionais, com o apoio de Jaime Gama, Pacheco Pereira, Barros Moura e Garcia Leandro, entre outros.
Também publicou um livro de contos (Aldeia entre Mar e Serra, Gazeta dos Caminhos de Ferro, 1943), traduziu para português livros de diversos autores (Alphonse Daudet, François Mauriac, entre outros), colaborou em diversos jornais, entre os quais o semanário Mundo Literário (1946-1948), dedicou-se à crítica literária e foi director literário da Editorial Estúdios Cor. Em 1959, convidou José Saramago a ocupar esta posição, depois de se ter ausentado devido à sua carreira diplomática.
Foi condecorado, entre outras homenagens, com a Grã-Cruz da Ordem do Infante D. Henrique a 21 de Março de 1989 e a Grã-Cruz da Ordem Militar de Cristo a 9 de Junho de 1994.
Em data desconhecida, a Câmara Municipal de Lagos colocou o seu nome numa rua da Freguesia de Santa Maria, no Concelho de Lagos.